# نيتونو

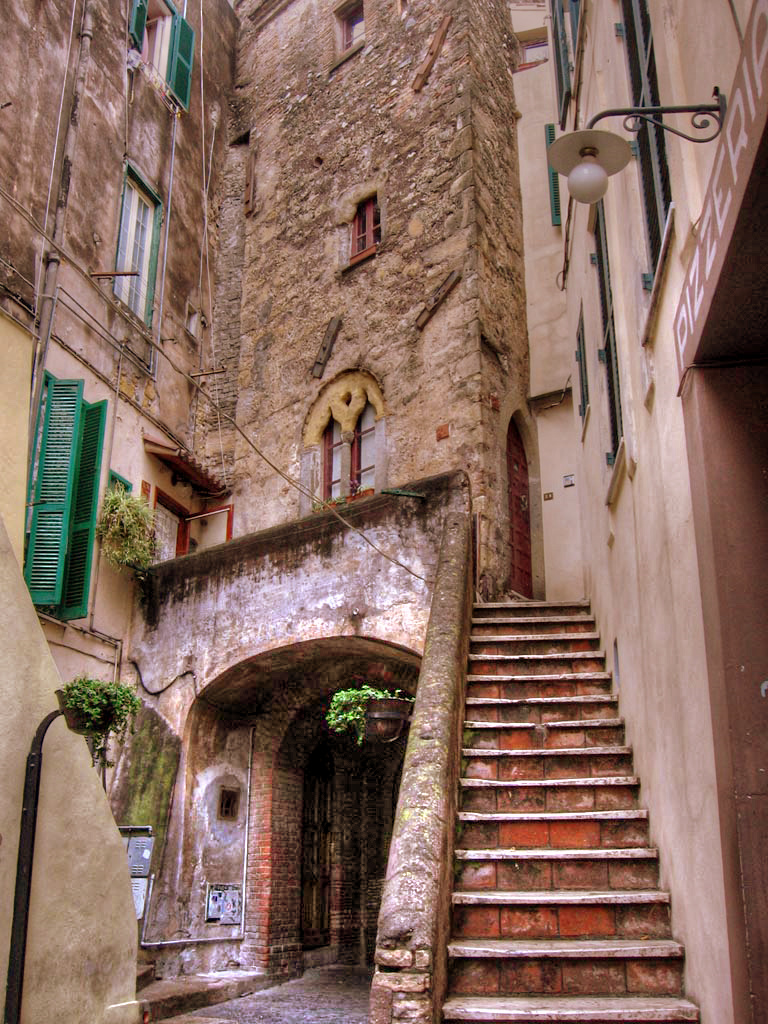
أحد أبنية العصور الوسطى في البلدة القديمة

نيتونو (بالإيطالية: Nettuno)‏، مدينة إيطالية في إقليم لاتسيو وضمن مقاطعة روما في وسط إيطاليا، تبعد 60 كلم جنوب روما. جاء اسمها من آلهة الرومان نبتون. وهي منتجع ومركز زراعي على البحر التيراني في البحر المتوسط ويبلغ عدد سكانها حوالي 42.361.
أسس المسلمون المدينة في القرن التاسع. وهي مقصد سياحي شعبي اليوم، حيث توجد أحياء قديمة محافظ عليها جيدا، البلدة القديمة بشوارعها العائدة إلى القرون الوسطى، حيث الساحات الصغيرة وقلعة سانغالو المبنية في القرن السادس عشر.
تملك نيتونو أحد أهم فرق البيسبول الإيطالية، وغالبا ما يفوز دانيزي نيتونو بالبطولة. وتعلم الأهالي هذه اللعبة أثناء الحرب العالمية الثانية من قبل الجنود الأمريكيين الذين نزلوا على طول السواحل خلال عملية شينغلي. ويوجد بالمدينة مقبرة وأنصاب تذكارية لأميركيين حيث يوجد أكثر من 7،000 جندى أمريكي مدفونين فيها.
في مجال الجيش، نيتونو بها واحدة من أكبر القواعد للقوات الإيطالية والتي تمتد أراضيها إلى مقاطعة لاتينا، وأحد أهم مدارس الشرطة الإيطالية، حيث يتم تدريب خاصة الكلاب البوليسية.
و يضم ميناءها سياحي نحو 860 قارب ومركز تسوق، يبيع كل شيء عن الصيد والإبحار.
فيلا كوستاغوتي بورغيزي في نيتونو بنيت عام 1648، والمدينة بها عدة حدائق واسعة وجميلة التي صممت حوالي عام 1840، ولأن الحديقة تعد محمية طبيعية، أكتشف المصارع البورغيزي في نيتونو.

## السكان
في سنة 1871 بلغ عدد السكان 1٬372 نسمة، وتطور العدد ليصل في سنة 2011 لـ 45٬460 نسمة.
يظهر هذا المخطط البياني تطور النمو السكاني لـ نيتونو

## توأمة
لنيتونو اتفاقيات توأمة مع كل من:
- Bandol [الإنجليزية]‏
- تراونرويت
- كورينالدو
- Ardee [الإنجليزية]‏
- يغوريوانة [الإنجليزية]‏
- كليفلاند

## أعلام
- ماريا غوريتي
- برونو كونتي
- دانييلي كونتي